# Battaglia di Verona (1799)
La battaglia di Verona del 26 marzo 1799 vide un esercito austriaco, comandato da Paul Kray, combattere un esercito della Prima Repubblica francese, comandato da Barthélemy Schérer. Rientra nel contesto della guerra della Seconda coalizione.
La battaglia si articola in tre combattimenti separati nello stesso giorno. A Verona le due fazioni si dettero battaglia per poi finire in un sanguinoso pareggio; a Pastrengo, ad ovest di Verona, le forze francesi prevalsero sugli avversari austriaci, mentre a Legnago, a sud-est di Verona, furono gli austriaci a prevalere.

## Contesto storico
Dopo il successo della campagna d'Italia del generale Bonaparte, la Francia aveva acquisito un'importante influenza nella scena politica italiana: con il trattato di Campoformio, aveva esteso la propria egemonia su gran parte della pianura Padana, su parte dell'Italia centrale ed aveva causato la fine della secolare Repubblica di Venezia.
Negli anni seguenti, altre due campagne avevano avuto notevoli sviluppi: nel 1798 il generale Berthier, storico capo di Stato maggiore di Napoleone, era entrato a Roma ed aveva proclamato la repubblica mentre l'anno seguente, Championnet e MacDonald avevano fatto lo stesso a Napoli.
Questi risultati militari, uniti all'occupazione francese dell'Egitto, avevano causato la preoccupazione delle principali potenze europee, che si mossero contro la Francia.
Gli austriaci, assecondando i progetti del cancelliere von Thugut, iniziarono i negoziati per formare un'alleanza con l'Inghilterra e la Russia, pur non condividendone pienamente i propositi. Sebbene non vi fosse effettivamente alcun accordo preciso, l'Austria concesse il nulla osta al passaggio delle truppe russe sul proprio territorio.  Questa concessione causò la risposta del Direttorio, che dichiarò guerra all'Austria il 12 marzo 1799.

## Antefatti

### Esercito austro-russo
Gli austriaci raccolsero due eserciti: uno destinato alla protezione del Tirolo ed uno da affiancare alle truppe russe di Suvorov, brillante generale che avrebbe dovuto prendere il comando dell'intero esercito coalizzato in Italia. Nell'attesa dell'arrivo delle truppe russe, il comando dell'esercito venne affidato a Paul Kray, celebre generale, particolarmente apprezzato dai soldati. Preferendo avanzare a pieni numeri, Kray non fece nulla ed attese semplicemente l'arrivo dei russi, lasciando che fossero i francesi, eventualmente a muoversi contro il suo esercito.
Gli austriaci avevano circa 13 000 uomini sul territorio veneto, equamente divisi tra il fiume Adige ed il Brenta. Kray fece buon uso del tempo che aveva: fortificò ulteriormente la città di Verona ed i suoi dintorni, riempiendo la zona di trincee e costruendo varie fortificazioni minori anche a Legnago, Bussolengo e Pastrengo. Avevano anche costruito quattro ponti sull'Adige, in modo da poter spostare rapidamente le varie divisioni una in supporto dell'altra. La linea di difesa austriaca si sviluppava su tutto l'Adige, con una linea di ridotte e trincee che collegavano il monte Baldo fino a Verona.

### Esercito francese

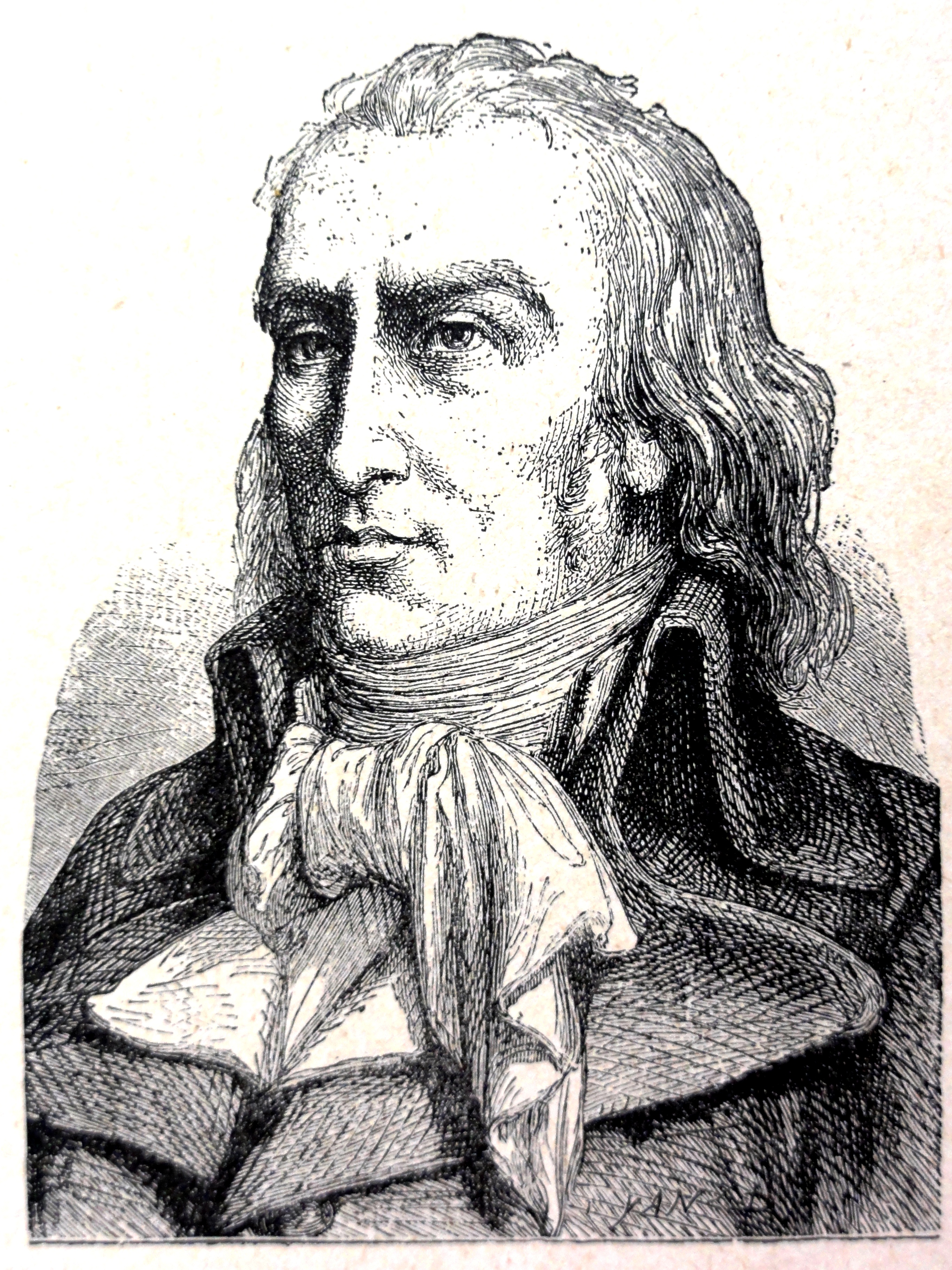
Barthélemy Schérer

I francesi, invece, si dovettero organizzare su tre diversi fronti: quello tedesco, affidato al generale Jean-Baptiste Jourdan; quello svizzero, dove avrebbe agito il generale Andrea Massena, ed infine quello italiano. Per quest'ultimo fronte, fu inizialmente appuntato Schérer, che aveva già guidato gli eserciti francesi in Italia prima del 1796. Questa nomina fu particolarmente sgradita a Joubert, che aveva dato evidente prova delle sue capacità militari in Tirolo ed era responsabile delle truppe francesi in Piemonte: egli chiese il permesso per un licenza ed il Direttorio, temendolo tanto quanto Napoleone, gliela concesse. Quest'improvvisa partenza demoralizzò le truppe francesi, che confidavano nel giovane generale, del quale apprezzavano integrità e talento. Schérer inizialmente aspettò che fossero gli austriaci a fare la prima mossa, decidendo di agire in maniera aggressiva solo quando seppe che Massena e Jourdan si erano messi in movimento. Anche questa aggressività era spontanea: Schérer avrebbe preferito agire in coordinazione con le forze di Massena, attaccando il Tirolo dalla Valtellina, ma i recenti sviluppi sul fronte tedesco avevano bloccato il suo piano. Lasciato da solo, confuso e dubbioso sulla strategia da adottare, fu pressato dal Direttorio per entrare in azione.
Nello stesso periodo, il Direttorio intendeva espandere ulteriormente il proprio potere in Italia ed eliminare un potenziale nemico. Quindi, non potendosi fidare del Granduca di Toscana, stretto parente dell'imperatore d'Austria, ordinò ai generali Gaultier e Miollis di invadere la regione. Il primo si mosse verso Firenze e Lucca, il secondo verso Pisa e Livorno, completando con rapidità il compito assegnato.
Va detto che, a seguito della spedizione in Egitto, la maggior parte degli ufficiali di talento e delle migliori semibrigate a disposizione dell'Armata d'Italia del 1796 erano partite assieme al loro vittorioso generale e ben pochi erano rimasti di stanza nella regione che li aveva consacrati come un'incredibile macchina da guerra. L'unico generale di divisione rimasto dal 1796 era Sérurier, mentre tutti i sostituiti, tra cui Moreau, Delmas, Montrichard e Grenier, provenivano dagli eserciti del Reno e della Sambre e Mosa. Non avevano idea di come la guerra fosse combattuta in Italia. Per quanto concerne le truppe, i nuovi soldati dell'esercito francese in Italia venivano per la maggior parte dalle regioni interne della Francia o dall'esercito del Reno. Non avendo combattuto assieme, generali e uomini non si conoscevano: la coesione, la solidarietà e l'entusiasmo che aveva caratterizzato l'Armata d'Italia sotto Napoleone erano scemati, quantomeno in parte.

## La battaglia
I francesi avevano circa 46 000 uomini disponibili. Schérer decise, il 26 marzo, di attaccare gli austriaci tra il lago di Garda e l'Adige. Occuparono in forze questa regione attraversata dalle ultime propaggini del monte Baldo. Gli austriaci avevano collegato l'Adige al lago di Garda mediante una linea di ridotte e trinceramenti nota come "campo Pastrengo". Le tre divisioni dell'ala sinistra, tra cui la divisione Sérurier, avevano il compito di attaccare gli austriaci e respingerli sulla riva sinistra dell'Adige. Mentre Grenier e Delmas avrebbero attaccato frontalmente su Pastrengo e Bussolengo, la divisione di Sérurier avrebbe dovuto risalire la sponda orientale del Lago di Garda e scacciare il nemico e, passando per la strada tra Bardolino e Rivoli, aggirare tutte le loro posizioni. Le divisioni Victor e Hatry davanti a Verona, la divisione Montrichard davanti a Legnago avrebbero agito da diversivo.A coordinare le divisioni dell'ala sinistra, punto focale dell'attacco francese, era Moreau.

### Legnago
Al primo rumore di combattimenti, la guarnigione di Legnago, sotto il colonnello Skal, uscì dalla fortezza, dove trovò i francesi di Montrichard che combattevano contro gli uomini di guardia alla fortezza. I francesi avevano il favore del terreno, pieno di alberi, fossati e siepi. I combattimenti furono molto intensi, anche ad Angiari e a San Pietro, sulla strada verso Mantova. Le fortune dei francesi erano alterne: avevano successo a San Pietro, a Legnago il combattimento progrediva senza che una parte prevalesse sull'altra mentre ad Angiari erano gli austriaci ad avere la meglio. Giunte notizie dell'attacco francese, Kray, di stanza a Bevilacqua, decise di inviare i propri uomini a rinforzo delle guarnigioni sotto assalto. Inviò il colonnello Froelich a supporto di Legnago. I rinforzi austriaci furono decisivi, specialmente a San Pietro, dove ribaltarono l'esito dello scontro: vedendo piegata la loro ostinata resistenza, i francesi di Montrichard dovettero presto ritirarsi oltre Cerea, fuggendo verso ovest. Gli austriaci inizialmente si lanciarono all'inseguimento, ma la notizia dei progressi di Victor e Hatry a Verona li costrinse a desistere e a concentrare le forze verso il centro francese. Infatti, dopo la rotta dell'ala destra di Verona, comandata da von Elsnitz, il capoluogo aveva la completa priorità per Kray: se la città fosse caduta, l'arrivo di Suvorov sarebbe stato completamente inutile. Lasciato un contingente di guarnigione a Legnago, gli uomini di Froelich si misero in marcia verso il capoluogo, nonostante avessero già combattuto per diverse ore e fossero particolarmente stanchi.

### Verona

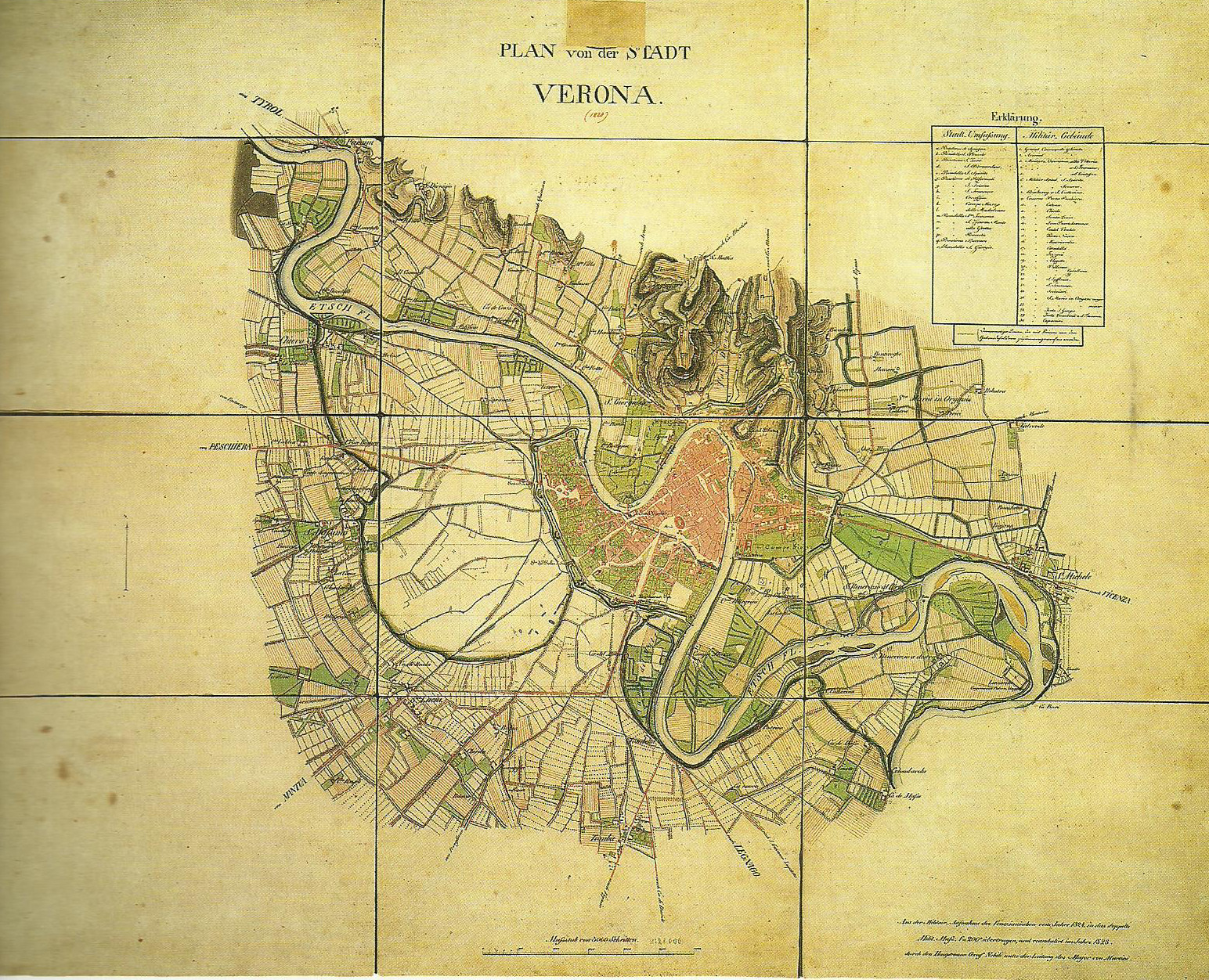
Mappa di Verona dei primi del 1800

Victor e Hatry iniziarono le loro operazioni nei pressi di Verona assaltando i paesi di San Massimo e Santa Lucia. A difendere la zona erano il tenente maresciallo von Kaim, i generali Lipthay e Minkwitz. L'impeto dei francesi fu sufficiente: le difese austriache cedettero e Santa Lucia fu presto sgombra dalla presenza delle forze imperiali. I francesi tentarono sette volte di sfondare le nuove postazioni austriache a San Massimo, venendo respinti altrettante volte. Mentre ciò accadeva, tutti e tre i comandanti austriaci di Verona vennero feriti negli scontri. I combattimenti proseguirono fino a notte, senza che vi fossero ulteriori progressi.

### Pastrengo
Le operazioni iniziarono alle 3 del mattino. Mentre Delmas e Grenier si occupavano delle trincee di Pastrengo, Sérurier, assistito dalla flottiglia del lago di Garda, voltò a destra degli austriaci. Partito da Peschiera un'ora dopo la mezzanotte, subì forti ritardi a causa delle pessime strade ed arrivò solo intorno alle 6 a Lazise, dove si trovavano gli avamposti nemici. Sérurier decise di attaccare i nemici frontalmente: li respinse per oltre un chilometro, fino ad un'altura, dove la sua divisione passò alla baionetta. Gli austriaci, che fino a quel momento avevano posto una buona resistenza, ripiegarono su una posizione ancora più solida ed inaccessibile, difesa da trenta pezzi di cannone, ma ne furono presto espulsi. Alle 8 del mattino la vittoria era completa su tutto il fronte: Sérurier si stabilì sull'altopiano di Rivoli, mentre il nemico veniva respinto sulle montagne o rovesciato nell'Adige. Schérer scrisse al Direttorio che ventidue ridotte erano cadute sotto i colpi delle baionette francesi. Dodici pezzi di cannone, due bandiere e 4 000 prigionieri restarono nelle mani di Sérurier, Delmas e Grenier.

## Conseguenze e bilancio

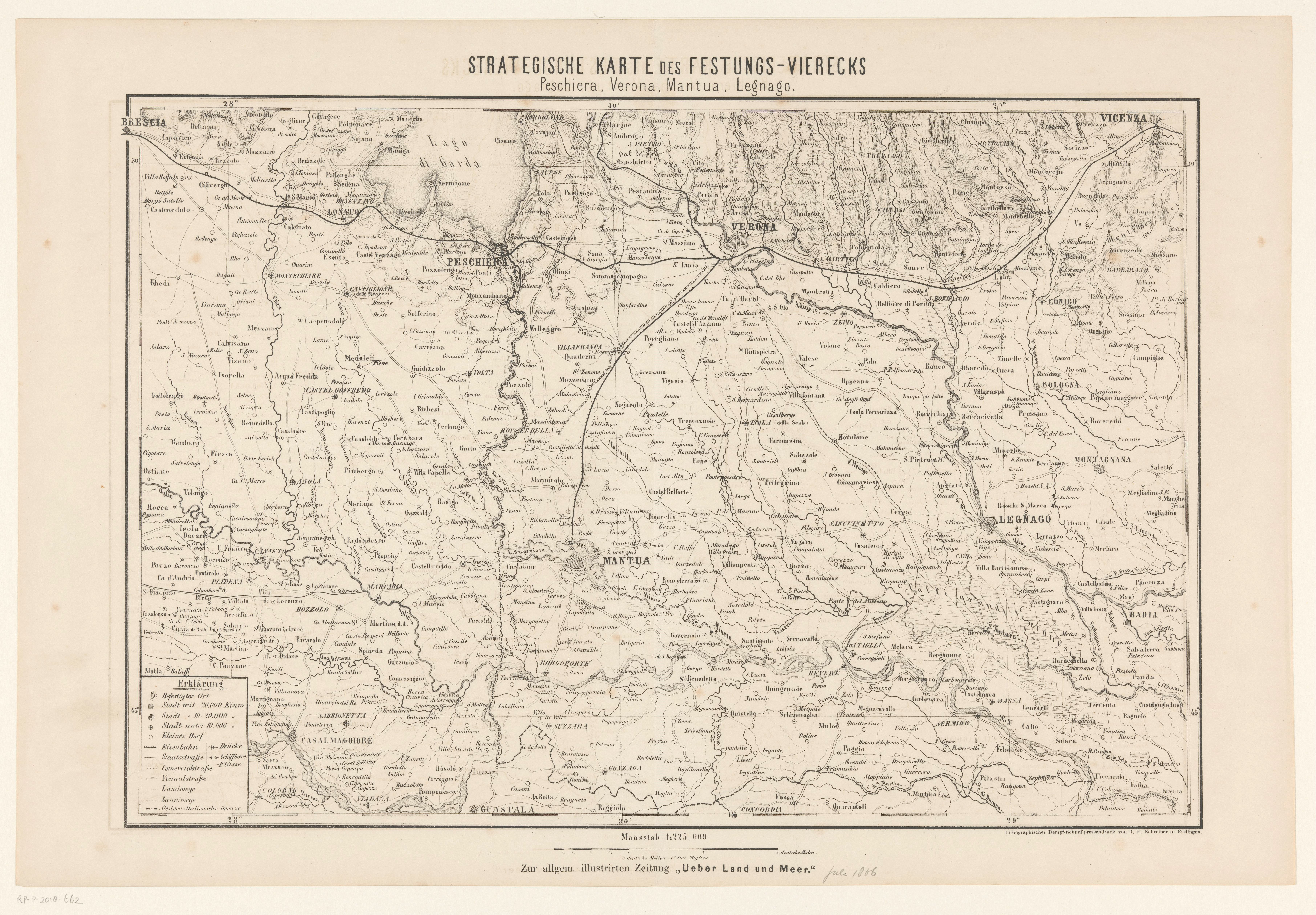
Mappa del Quadrilatero del1866

A Pastrengo, i francesi ebbero 1 000 morti, feriti e dispersi su 22 400 soldati mentre inflissero 2 000 morti e feriti agli 11 000 austriaci. Inoltre, i francesi catturarono 1 500 uomini, 12 cannoni, due ponti di barche e due colori. Il reggimento di fanteria Schröder n. 27 ebbe un numero di vittime particolarmente grave. A Verona le perdite francesi contarono 1 500 morti e feriti più 300 uomini e tre cannoni catturati su un totale di 14 500 uomini. Gli austriaci contarono 1 600 morti e feriti e 1 100 catturati su 16 400 soldati. I generali von Kaim, Minkwitz e Lipthay furono feriti. Lipthay non si riprese mai dalle sue ferite e morì il 17 febbraio 1800 a Padova. La battaglia a Legnago costò ai francesi 2 000 morti e feriti e 600 uomini e 14 cannoni catturati su 9 500 uomini. Il generale di brigata François Felix Vignes fu ucciso. Gli austriaci ebbero 700 morti e feriti e 100 catturati su 14 000 soldati. Cifre simili sono riportate anche da altri autori, quale Bodart, ad esempio.
Il giorno seguente, i generali di divisione di Schérer si aspettavano l'ordine di una marcia sull'Adige per prendere Verona: i rinforzi austriaci da Legnago che erano in marcia verso la città (e che sarebbero giunti il giorno seguente, il 28 marzo) erano lontani ed esausti, la guarnigione locale provata dal combattimento del giorno precedente ed i francesi, potendo sfruttare anche le forze di Sérurier e Montrichard, avevano un netto vantaggio numerico.
Schérer, tuttavia non diede tale ordine, forse scoraggiato dalla prestazione francese a Legnago e dalle notizie giunte da Londrone, dove gli austriaci di Vukassovich avevano riportato una vittoria, gli impedirono di essere lucido e approfittare del momentaneo vantaggio. Il 29 marzo, Schérer convocò i suoi generali ad un tavolo di guerra, dove fu implicitamente criticato per non aver dato l'ordine di attraversare l'Adige. Intervenne un colonnello dei genieri in sua difesa, asserendo che il passaggio a nord di Verona, vicino alle montagne, fosse impraticabile per un esercito numeroso come quello francese, ma tale spiegazione lasciò molti dubbi.
Fu deciso di provare a passare tra Verona e Legnago, con una manovra alquanto singolare ideata da Schérer. La divisione Delmas doveva spostarsi da sinistra a destra. Per mascherare questo movimento, al generale Victor viene ordinato di risalire l'Adige nello stesso momento in cui il generale Delmas lo discendeva, come se dovesse sostituire il suo collega. La missione di Sérurier era invece quella di attraversare l'Adige a Polo, per sferrare un falso attacco contro Verona, senza impegnarsi pienamente e distogliere così l'attenzione del nemico.
Il 30 marzo la manovra fu tentata: nei pressi di Parona Sérurier incontrò l'opposizione degli austriaci di von Elsnitz, poi rinforzati da un grosso contingente di 8 000 uomini proveniente da Verona. Sebbene l'iniziale successo, l'arrivo dei rinforzi, che portò lo scontro a 6 000 francesi contro 15 000 austriaci, capovolse il risultato: nonostante gli sforzi del generale francese per evitare i disordini ed effettuare una ritirata ben organizzata, gli austriaci arrivarono per primi al ponte di Polo, tagliando loro la via di fuga. Vi furono 1 500 tra feriti e caduti. Poco più di mille degli altri francesi, perlopiù coscritti ancora inesperti, furono presi prigionieri. Un numero di prigionieri molto più alto fu evitato solo grazie alla cavalleria piemontese, che fu in grado di garantire, almeno inizialmente, una via di fuga praticabile, mantenendo temporaneamente il controllo del ponte. Le manovre di Victor e Delmas furono assolutamente inutili di fronte al fallimento di Sérurier.
Nel complesso, la battaglia di Verona è vista come un'incredibile occasione mancata da parte dei francesi per acquisire un vantaggio, forse determinante, già all'inizio del conflitto. La maggior parte delle responsabilità vengono direttamente attribuite a Schérer, dimostratosi se non incompetente, quantomeno troppo titubante per poter gestire le operazioni sul fronte: non aveva preso alcuna iniziativa nelle fasi iniziali, aspettando solamente rinforzi dalla patria; solo quando pressato dal Direttorio si era mosso e non aveva saputo sfruttare il vantaggio acquisito, permettendo agli austriaci di consolidare le proprie posizioni, ed infine aveva affidato un compito arduo ad un gruppo di coscritti inesperti, con il risultato di aver quasi perso un'intera divisione. Pare che lo stesso Moreau, confrontato sull'episodio, avesse delle rimostranze sull'atteggiamento di Schérer.
Presto gli austriaci passarono all' attacco, infliggendo una prima sconfitta ai francesi a Magnano e l'arrivo dei russi di Suvorov confermò rapidamente che il corso della guerra era in favore delle forze alleate.